# Левотироксин
Левотироксин (лат. Levothyroxinum, англ. Levothyroxine) — лікарський препарат, який є синтетичним аналогом гормону щитоподібної залози тироксину, та є його лівообертовим оптичним ізомером. Левотироксин застосовується винятково перорально.

## Історія створення
Історія створення левотироксину пов'язана із вивченням захворювань та функції щитоподібної залози. Уперше застосування замісної терапії при гіпотиреозі описано британським ученим Мюрреєм у 1891 році. З метою замісної терапії пацієнтам із гіпотиреозом підшкірно вводили екстракт щитоподібної залози овець. Інші дослідники довели пізніше, що ефективніше застосовувати екстракт щитоподібної залози перорально. Уже в 1914 році британський учений Едуард Кендалл отримав очищений тироксин із очищеного екстракту щитоподібної залози свиней, а у 1926 році Чарлз Гарінгтон ідентифікував його структуру, а у 1927 році уперше синтезував тироксин. 1952 року Гросс та Петт-Рівер уперше отримали активніший гормон щитоподібної залози — трийодтиронін. У 50-х роках ХХ століття також уперше синтезовано лівообертовий ізомер тироксину — левотироксин. Синтез левотироксину та трийодтироніну дозволив замінити у клінічній практиці екстракт із щитоподібної залози тварин, використання якого не забезпечувало точного підбору дози тиреоїдних гормонів і тривало аж до 60-х років ХХ століття. Оскільки трийодтиронін є активнішою субстанцією, ніж тироксин і левотироксин, початково вважалось за необхідне застосовувати комбіновану терапію левотироксину із трийодтироніном, але після відкриття у 1970 році перетворення в організмі тироксину на трийодтиронін прийнята рекомендація застосовувати у клінічній практиці монотерапію синтетичним левотироксином. Натепер левотироксин є одним із найпоширеніших препаратів у світі, та найпоширенішим із гормональних препаратів. Так, у США левотироксин займає друге місце серед усіх препаратів, що призначаються лікарями, з показником 23,8 млн виписаних рецептів протягом року. У Великій Британії левотироксин займає третє місце по кількості виписаних рецептів після аспірину і симвастатину, а в 2010 році британські лікарі виписали на левотироксин більш ніж 23 млн рецептів.

## Фармакологічні властивості
Левотироксин — лікарський препарат, що є синтетичним лівообертовим ізомером гормону щитоподібної залози тироксину. Після перорального застосування левотироксин метаболізується до трийодтироніну, який бере участь у стимуляції росту та диференціації тканин, збільшує потребу тканин у кисні, стимулює метаболізм білків, жирів та вуглеводів, стимулює активність серцево-судинної та нервової систем, а у великих дозах пригнічує продукцію тиреотропін-рилізінг фактора гіпоталамусом та тиреотропного гормону гіпофізом. Левотироксин застосовується для лікування захворювань щитоподібної залози з гіпотиреозом із замісною метою (у тому числі при вродженому гіпотиреозі), і критерієм підбору дози для пацієнтів є рівень тиреотропного гормону в крові, а також наявність супутніх серцево-судинних захворювань. Також левотироксин застосовується із замісною метою після оперативних втручань або лікування радіоактивним йодом з приводу раку щитоподібної залози, після оперативних втручань з приводу гіпертиреозу або вузлів щитоподібної залози, і гіпотиреозі, що є наслідком хронічного аутоімунного тиреоїдиту. Левотироксин застосовується також для лікування еутиреоїдного дифузного зобу, застосування левотироксину при еутиреоїдному аутоімунному тиреоїдиті є суперечливим. Левотироксин також застосовується з діагностичною метою під час проведення тесту пригнічення функції щитоподібної залози. Левотироксин також застосовується прихильниками культуризму для швидкого нарощування м'язової маси.

### Фармакокінетика
Левотироксин повільно всмоктується після перорального застосування, максимальна концентрація в крові досягається протягом 5—6 годин після прийому препарату. Біодоступність препарату складає, за різними оцінками, від 48 до 79 % (максимальна оцінка за даними частини джерел до 80 %); і збільшується при прийомі левотироксину натще, та зменшується при синдромі мальабсорбції, застійній серцевій недостатності та діареї. Левотироксин майже повністю (на 99 %) зв'язується з білками плазми крові. Після всмоктування у багатьох тканинах організму, переважно у печінці, нирках, головному мозку та м'язах, приблизно 80 % левотироксину метаболізується шляхом монодейодування до трийодтироніну. Левотироксин проникає через гематоенцефалічний та плацентарний бар'єр. Незначна частина левотироксину, яка не пройшла перетворення до трийодтироніну, метаболізується у печінці з утворенням неактивних метаболітів. Виводиться левотироксин із організму із сечею і жовчю, при виведенні з організму виникає явище ентерогепатичної циркуляції препарату. Період напіввиведення левотироксину складає 6—7 діб при еутриреоїдному стані пацієнта, при гіпертиреозі зменшується до 3—4 діб, при гіпотиреозі зростає до 9—10 діб.

## Показання
Левотироксин застосовується при первинному та вторинному гіпотиреозі (у тому числі мікседемі), еутиреоїдному зобі та змішаному зобі, у комплексному лікуванні аутоімунного тиреоїдиту і токсичного зобу, після оперативного лікування з приводу раку щитоподібної залози та гіпертиреозу, при кретинізмі, гіпоталамо-гіпофізарних захворюваннях, що супроводжуються гіпотиреозом, ожирінні з явищами гіпотиреозу, а також для проведення тесту тиреоїдної супресії.

## Побічна дія
При застосуванні левотироксину побічні ефекти виникають суто при передозуванні препарату. Найчастіше при передозуванні левотироксину спостерігаються тахікардія, аритмія, тремор кінцівок або тіла, приступи стенокардії, безсоння, нервозність, діарея, блювання, головний біль, гіпергідроз, похудіння; вкрай рідко можуть спостерігатися алопеція, збільшення маси тіла.

## Протипокази
Левотироксин протипоказаний при гіпертиреозі різної етіології, інфаркті міокарду, міокардиті, панкардиті, нелікованій недостатності кори надниркових залоз, підвищеній чутливості до препарату.

## Форми випуску
Левотироксин випускається у вигляді таблеток по 25, 50, 75, 88, 100, 112, 125, 137, 150 мкг, 175, 200, 300, 1000 мкг.